# Bungo-Ōno
Bungo-Ōno (japanisch 豊後大野市, -shi) ist eine Stadt in der Präfektur Ōita in Japan.

## Geographie
Bungo-Ōno liegt südöstlich von Ōita, östlich von Taketa und westlich von Saiki und Usuki.

## Geschichte
Die Stadt wurde am 31. März 2005 aus den Gemeinden Asaji (朝地町, -machi), Inukai (犬飼町, -machi), Mie (三重町, -machi), Ogata (緒方町, -machi) und Ōno (大野町, -machi), sowie den Dörfern Chitose (千歳村, -mura) und Kiyokawa (清川村, -mura) des Landkreises Ōno gegründet. Der Landkreis wurde damit aufgelöst. Während der zweite Namensbestandteil von Bungo-Ōno auf diesen Landkreis verweist, stammt der erste von der Provinz Bungo, die sich vorher auf dem Gebiet der Präfektur erstreckte.

## Sehenswürdigkeiten
- Chinda-Wasserfälle
- Harajiri-Wasserfall

## Verkehr
- Straßen:
  - Nationalstraße 10: nach Kitakyūshū oder Kagoshima
  - Nationalstraßen 57, 326, 442, 502
- Zug:
  - JR Hōhi-Hauptlinie: nach Kumamoto oder Ōita
- Ōita-Zentralflugplatz

## Söhne und Töchter der Stadt
- Shigemitsu Mamoru (1887–1957), Außenminister

## Angrenzende Städte und Gemeinden
- Präfektur Ōita
  - Ōita
  - Saiki
  - Usuki
  - Taketa
- Präfektur Miyazaki
  - Takachiho
  - Hinokage